# NGC 2303
NGC 2303 est une galaxie elliptique située dans la constellation du Cocher. NGC 2303 a été découverte par l'astronome américain Lewis Swift en 1886.

## Caractéristiques
Sa vitesse par rapport au fond diffus cosmologique est de 5 987 ± 45 km/s, ce qui correspond à une distance de Hubble de 88,3 ± 6,9 Mpc (∼288 millions d'al).